# Влох, Дмитрий Святославович
Дмитрий Святославович Влох (укр. Дмитро Святославович Влох; род. 15 ноября 1983, Львов) — украинский танцор, получивший рекордное количество побед в Чемпионате Украины (43), многократный абсолютный победитель мировых и европейских турниров по спортивным бальным танцам с стандартной и латиноамериканской программ и 10 танцев, Заслуженный мастер спорта Украины, главный тренер " КСТ «Супаданс» г. Киев, преподаватель Национального университета физического воспитания и спорта Украины, представляет Украину в категории «Профессионал», судья международной категории.

## Спортивная карьера
Дмитрий начинает профессиональную карьеру в г. Львов в 9 лет и через три года выигрывает чемпионат Украины в европейской программе в категории юниоры с Анной Сусловец, а уже в 15 лет в паре с Ольгой Урюмовой становится чемпионом мира по спортивным танцам в возрастной категории " юниоры-2 «по стандартной программе.

### Абсолютный чемпион
С 1996 по 2009 годы пара Дмитрия Влоха и Ольги Урюмовой стала абсолютными чемпионами Украины, получила множество побед, среди которых Чемпионат мира в категории «Молодежь» в программе десять танцев, Чемпионат Восточной Европы среди взрослых по латиноамериканской программе, бронзовые медали Кубка мира в программе десяти танцев в категории «Взрослые», Кубок Европы 2003 среди взрослых, первое место Чемпионата Европы по 10 спортивным танцам, бронзовая награда на Блэкпульском танцевальном фестивале в мае 2007 года, которая для Украины в рамках Блэкпула, несмотря на регулярные выступления пар, стала первой медалью за 15 лет, первое место «IDU Чемпионат мира 2008» по стандарту и другие.
В дальнейшем Дмитрий представлял Украину в паре с Екатериной Вагановой. Пара заняла первое место в рамках турнира на чемпионате мира по версии IDSA, третье место Кубка мира по версии WDC и стала чемпионом мира в Китае на «World Open Champioship» 2009 IDSA.
Новое партнерство с Викторией Харченко принесло победу в Чемпионате Мира 2011 IDSA World Cup Latin из 66 пар, выигрыш в IDSA European Championship в Ashdod (Израиль, 2012), 2 место на Открытом Чемпионате Италии под эгидой WDC.
В этот же период достигли успехов и ученики Дмитрия — Ян Степаненко и Полина Рябовил, на Junior Blackpool Festival в Великобритании в 2011, выиграв бронзу в двух программах в своей возрастной категории Юниоры 1. В 2012 подопечные Дмитрия Влоха, Степаненко и Рябовил на Blackpool Festival выигрыли золото в стандартной и латиноамериканской программах.

### Профессионал
Следующий период профессиональной карьеры Дмитрия Влоха прошёл в паре с Татьяной Боровик. Дебют этой пары состоялся одновременно с дебютом в категории Профессионалы, в рамках WDC Professional World Series Latin, где уже в свое первое выступление пара заняла второе место, уступив лишь Маурицио Весково и Андре Вайдилайте, в январе 2013 года. На IDSA WORLD CHAMPIONSHIP 2013, 4-е место на XXIX Feinda — Italian Open Championship 2013 WDC World Series пара получила золотую медаль.
Творческий тандем Влох — Крысанова отмечен золотом на Zeus Open 2016 Greece, серебром на Paris Joss Dance Grand Prix Professional Open WDC Latin, бронзами на Italian Open Championship Italy — Rimini и The All England Latin American Championships Professional Open WDC Latin, полуфиналом на UK Open Championship 2015 (Professional Latin), другими наградами, а также выступлениями в рамках постановочных шоу-номеров (четвертое место на Ralf Lepehne Trophy Germany — Bonn World Championship Pro Latin Show Dance, 2016).
С 2017 года, Дмитрий представляет Украину в категории Профессионалы в паре с Виолеттой Китаево. Пара дебютировала со 2-го места в Autumn Dance Classic 2017 USA — San Francisco (CA) Rising Star Professional Latin, получила бронзу на WDC Open World Championship Germany — Bonn Professional Latin 2019